# Wing (cantante)
Wing Han Tsang (en chino 曾咏韓) popularmente conocida como Wing, es una cantante de Hong Kong radicada en Nueva Zelanda.

## Biografía
Tras emigrar a Nueva Zelanda y tomar el canto como un hobby, Wing comienza a ganar una aceptación popular en sus actuaciones entreteniendo a los pacientes en hogares de ancianos y hospitales de los alrededores de Auckland. Esto llevó a que la motivaran a lanzar un CD; el resultado fue su debut titulado Musical Memories of Les Miserables and The Phantom of the Opera, con piezas de la obra de Andrew Lloyd Webber, otros musicales y una selección de canciones populares con el acompañamiento de teclado y arreglos. A pesar de su estilo poco convencional la grabación fue un éxito, dando lugar a una serie de versiones posteriores que finalmente obtuvo su reconocimiento internacional.
En los últimos años ha aparecido en series como SportsCafe y vivo Rove. También obtuvo relevancia su aparición en un episodio de South Park que fue transmitido por primera vez en marzo de 2005 bajo el título "Wing". En los comentarios del DVD de este episodio, los creadores de la serie -Trey Parker y Matt Stone- explicaron que Wing tuvo que aprobar su imagen de dibujos animados antes de permitir que su música apareciese en el episodio. Parker también dice que recibió una carta de agradecimiento de Wing por impulsar las ventas de las que disfrutaba como consecuencia del episodio.
Además de sus grabaciones, Wing ha aparecido en diversas ocasiones en la TV de Nueva Zelanda, al igual que en la Universidad Massey de Wellington.

## Discografía
Hasta 2011, Wing ha publicado diecinueve discos:

### Álbumes
- Musical Memories of Les Miserables and The Phantom of the Opera
- I Could Have Danced All Night
- The Sound of Music and The Prayer
- Wing Sings The Carpenters
- Wing Sings All Your Favourites
- Everyone Sings Carols with Wing
- Wing Sings the Songs You Love
- Beatles Classics by Wing
- Dancing Queen by Wing
- Wing Sings Elvis
- Breathe
- One Voice
- Too Much Heaven
- Beat It
- Wing sings for All the Single Ladies and Raps for All the Safe Parties
- Safe Computer

### Sencillos y EP
- Wing Sings AC/DC
- Wing Sings More AC/DC
- Stop the Nonsense (con Rappy McRapperson)
- Santa Claus On a Helicopter
- I'm Trapped in South Park